# Književnost u 1937.
◄◄ | ◄ | 1934. | 1935. | 1936. | 1937.  | 1938. | 1939. | 1940. | ► | ►►
Arhitektura • Astronomija • Biologija • Film • Fotografija • Glazba • Kazalište • Kemija • Kiparstvo • Knjige • Književnost • Kršćanstvo • Meteorologija • Medicina • Planinarstvo • Politika • Pravo • Promet • Slikarstvo • Strip • Šport • Televizija • Znanost • Zrakoplovstvo • Željeznički promet
Književnost u 1937.

## Svijet

### Književna djela
- Naličje i lice Alberta Camusja

## Hrvatska i u Hrvata

### Književna djela
- Vitez slavonske ravni Marije Jurić Zagorke
- Pjesme u tmini Miroslava Krleže

## Vanjske poveznice
|  | Zajednički poslužitelj ima još gradiva o temi Književnost u 1937. |